# Mark Craney
Mark Craney, né le 26 août 1952 et mort le 26 novembre 2005, est un batteur américain de rock et de jazz.

## Biographie
Craney grandit à Sioux Falls, dans le Dakota du Sud. Son père joue de la batterie et aura une grande influence sur sa carrière musicale. Craney joue d'abord avec des groupes locaux, en commençant par les Vandals, et plus tard, alors qu'il vit à Vermillion, avec Zero Ted.
Il participe à la dernière tournée de Tommy Bolin en 1976, à l'album de Gino Vannelli, Brother to Brother, sorti en 1978 et à la tournée résultante. Il joue aussi avec Jean-Luc Ponty sur le célèbre Imaginary Voyage de 1976 ainsi que sur l'album de 1980 Civilized Evil. Craney joue également avec le groupe Jethro Tull de juin 1980 à mai 1981, sur leur album 'A' (1980) et participe à la tournée suivante. Craney apparaît également sur plusieurs titres du groupe Ph.D. Au milieu des années 1990, il est le batteur du groupe d' Eric Burdon.
Le plus grand succès commercial de Craney est le single de Gino Vanelli, I Just Want To Stop, qui grimpe au 4e rang aux États-Unis et au 1er rang au Canada.
Craney meurt des suites du diabète et d'une pneumonie à Sherman Oaks, en Californie, à l'âge de 53 ans.

## Discographie

### Gino Vanneli
- 1978 : Brother to Brother

### Jean-Luc Ponty
- 1976 : Imaginary Voyage
- 1980 : Civilized Evil

### Jethro Tull
- 1980 : A